# レーンベルク
レーンベルク (ドイツ語: Löhnberg) はドイツ連邦共和国ヘッセン州ギーセン行政管区のリムブルク＝ヴァイルブルク郡に属す町村（以下、本項では便宜上「町」と記述する）である。この町はヴァイルブルクの北に位置している。

## 地理

### 位置
レーンベルクはヴェッツラーと郡庁所在地リムブルク・アン・デア・ラーンとの間のラーンタールに位置する。かつての宮廷都市ヴァイルブルクから近い。

### 隣接する市町村
レーンベルクは、北はグライフェンシュタイン、東はロインおよびブラウンフェルス（以上3市町村はいずれもラーン＝ディル郡）、南はヴァイルブルク、西はメーレンベルクおよびメンゲルスキルヒェン（以上3市町村はいずれもリムブルク＝ヴァイルブルク郡）と境を接している。

### 自治体の構成
自治体レーンベルクは、レーンベルク地区（行政機関の所在地である）、ニーデルスハウゼン地区、オーベルスハウゼン地区、ゼルタース地区から構成されている。
| 地区名             | 地区名        | 人口（人） |
| ------------------ | ------------- | ---------- |
| レーンベルク       | Löhnberg      | 2,821      |
| ニーデルスハウゼン | Niedershausen | 1,007      |
| オーベルスハウゼン | Obershausen   | 536        |
| ゼルタース         | Selters       | 326        |
| 合計               | 合計          | 4,690      |

人口は、2020年10月1日現在の数値である。

## 歴史
首邑のレーンベルクで発見されたライエングレーバーフェルト（一列に整列して埋葬された墓地）は、メロヴィング朝時代には既にここに集落があったことを示している。この町に属す4つの地区はいずれも13世紀末から14世紀初めに初めて文献に登場する。ただし、ゼルタースについては、その記述が同名のゼルタース (ヴェスターヴァルト) やゼルタース (タウヌス) のうちどれであるかは判然としない。1317年の文書は疑いの余地なくラーン川河畔のゼルタースであると同定されており、先の記述もおそらくそうであろうと考えられる。1324年にナッサウの城塞 Laneburg が初めて記録されている。この城はその少し前に建設されたものと考えられる。現在の首邑レーンベルクはまだ Heimau と呼ばれており、この名称で1321年に都市権を獲得した。しかしヴァイルブルクに近いことや、1344年にヴァイルブルクのナッサウ家に質入れされたことからマイナーな存在であった。Laneburg は、遅くとも1342年から独自の教会を有し、1355年から教会区が設けられた。この集落は宗教改革によって福音主義に改宗した。16世紀末にラーネブルク城はルネサンス様式の城館に建て直され、短期間であるがナッサウ＝ディレンブルク家の宮廷が置かれた。1900年に城は完全に取り壊された。
1901年11月9日にレーンベルク消防団が結成された。この消防団は、すでに存在していた他の消防団とともにヴィースバーデン県消防連盟のオーバーラーン消防管区を形成した。1906年9月3日にオーバーティーフェンバッハで開催された管区集会には63人が出席した。レーンブルクのカトリック信者は何世紀もの間ベーゼリヒの「マリア・ヒルフ巡礼礼拝堂」に詣で、そこで礼拝を行っていた。
オーベルスハウゼン集落は1307年に、ニーデルスハウゼン集落は1296年に初めて文献に記録されている。

### 町村合併
ヘッセン州の地域再編に伴い1970年12月13日に、それまで旧オーバーラーン郡の独立した町村であったレーンベルク、ニーデルスハウゼン、オーベルスハウゼンが自由意思に基づき合併し、新たな町村レーンベルクが形成された。ゼルタースは、州法に基づき1974年7月1日にこれに加わった。

### 領邦・行政体の変遷
以下のリストは、レーンベルクの属した領邦および行政体を概観するものである。
- 1100年以後 - 1255年: 神聖ローマ帝国ナッサウ伯領
- 1255年 - 1328年: 神聖ローマ帝国ナッサウ＝ディレンブルク伯領（ドイツ語版）
- 1328年 - 16世紀末: 神聖ローマ帝国ナッサウ＝ジーゲン伯領
- 16世紀末 - 1773年: 神聖ローマ帝国ナッサウ＝バイルシュタイン/ディレンブルク伯領アムト・レーンベルク
- 1773年から: 神聖ローマ帝国ナッサウ＝ヴァイルブルク伯領/侯領アムト・レーンベルク
- 1806年から: ナッサウ公国アムト・レーンベルク
- 1816年から: ドイツ連邦ナッサウ公国アムト・ヴァイルブルク
- 1849年から: ドイツ連邦ナッサウ公国クライスアムト・ハーダマル
- 1854年から: ドイツ連邦ナッサウ公国アムト・ヴァイルブルク
- 1867年から: 北ドイツ連邦プロイセン王国ヘッセン＝ナッサウ州（ドイツ語版、英語版）ヴィースバーデン県（ドイツ語版、英語版）オーバーラーン郡
- 1871年から: ドイツ国プロイセン王国ヘッセン＝ナッサウ州ヴィースバーデン県オーバーラーン郡
- 1918年から: ドイツ国プロイセン自由州ヘッセン＝ナッサウ州ヴィースバーデン県オーバーラーン郡
- 1944年から: ドイツ国プロイセン自由州ナッサウ州（ドイツ語版、英語版）オーバーラーン郡
- 1945年から: アメリカ管理地区（ドイツ語版）グロース＝ヘッセン（ドイツ語版、英語版）、ヴィースバーデン行政管区オーバーラン郡
- 1949年から: ドイツ連邦共和国ヘッセン州ヴィースバーデン行政管区オーバーラン郡
- 1968年から: ドイツ連邦共和国ヘッセン州ダルムシュタット行政管区オーバーラーン郡
- 1974年から: ドイツ連邦共和国ヘッセン州ダルムシュタット行政管区リムブルク＝ヴァイルブルク郡
- 1981年から: ドイツ連邦共和国ヘッセン州ギーセン行政管区リムブルク＝ヴァイルブルク郡

## 住民

### 宗教統計
- 1885年: 福音主義信者 900人 (95.85 %)、カトリック信者 30人 (3.19 %)、ユダヤ教徒 9人 (0.96 %)
- 1961年: 福音主義信者 1,900人 (73.82 %)、カトリック信者 621人 (24.13 %)

出典: Historisches Ortslexikon

## 行政

### 議会
レーンベルクの町議会は、23議席からなる。

### 紋章
図柄: 青地に金のユリ。

### 姉妹自治体
レーンベルクは、以下の町と姉妹自治体関係にある
- オスタームンディゲン（ドイツ語版、英語版）（スイス、ベルン州）1979年
- アウレーベン（ドイツ語版、英語版）（ドイツ、テューリンゲン州）

## 文化と見所

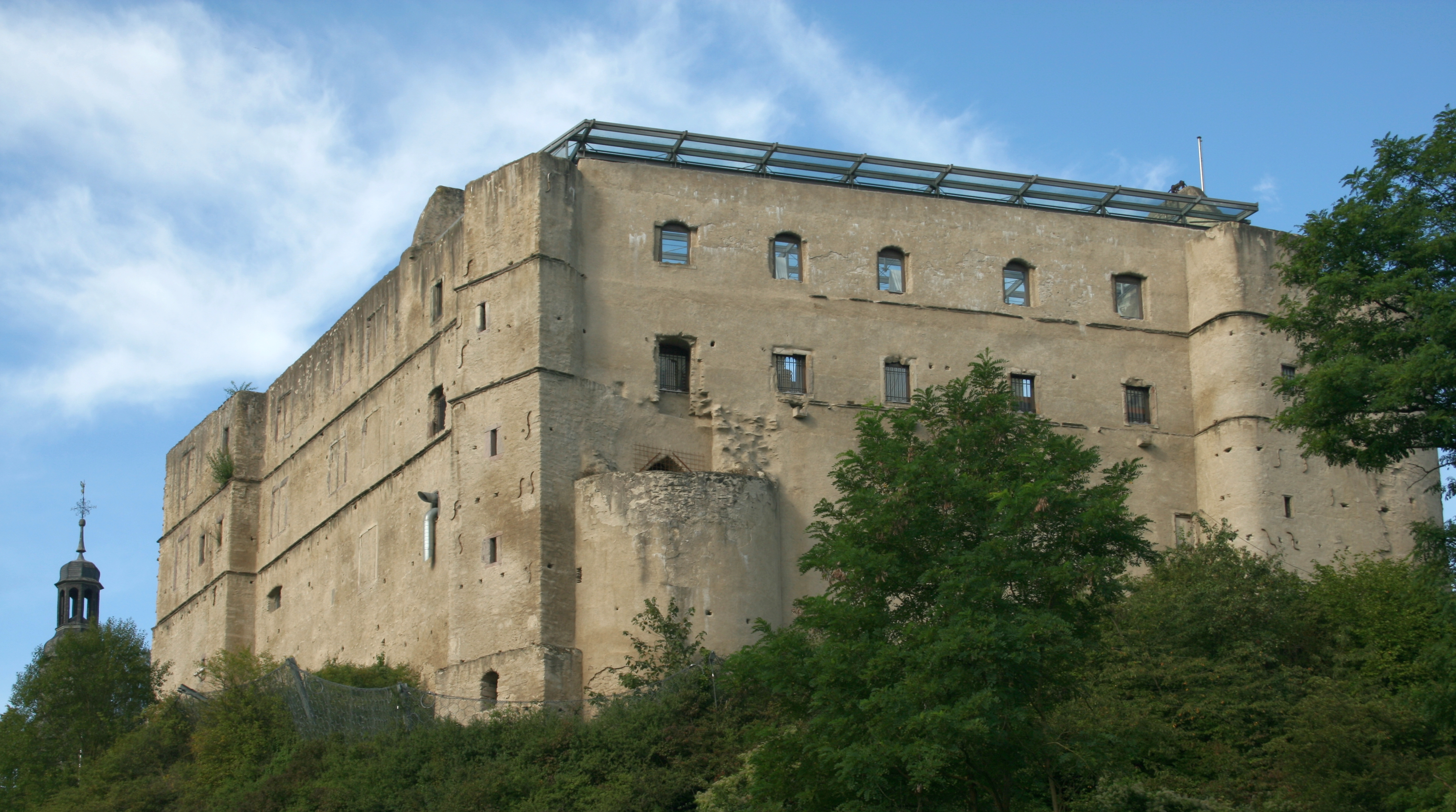
ラーネブルク城

### 博物館
- ラーネブルク博物館。地質学と古生物学の博物館
- デボン紀の出土品とカレンバッハ自然区域のためのヴァッサー博物館[13]

### 建造物
レーンベルクにはラーネブルク城館跡がある。さらに、1738年建造の福音主義城館教会およびカトリックの聖ヘドヴィヒ教会もある。

## 経済と社会資本

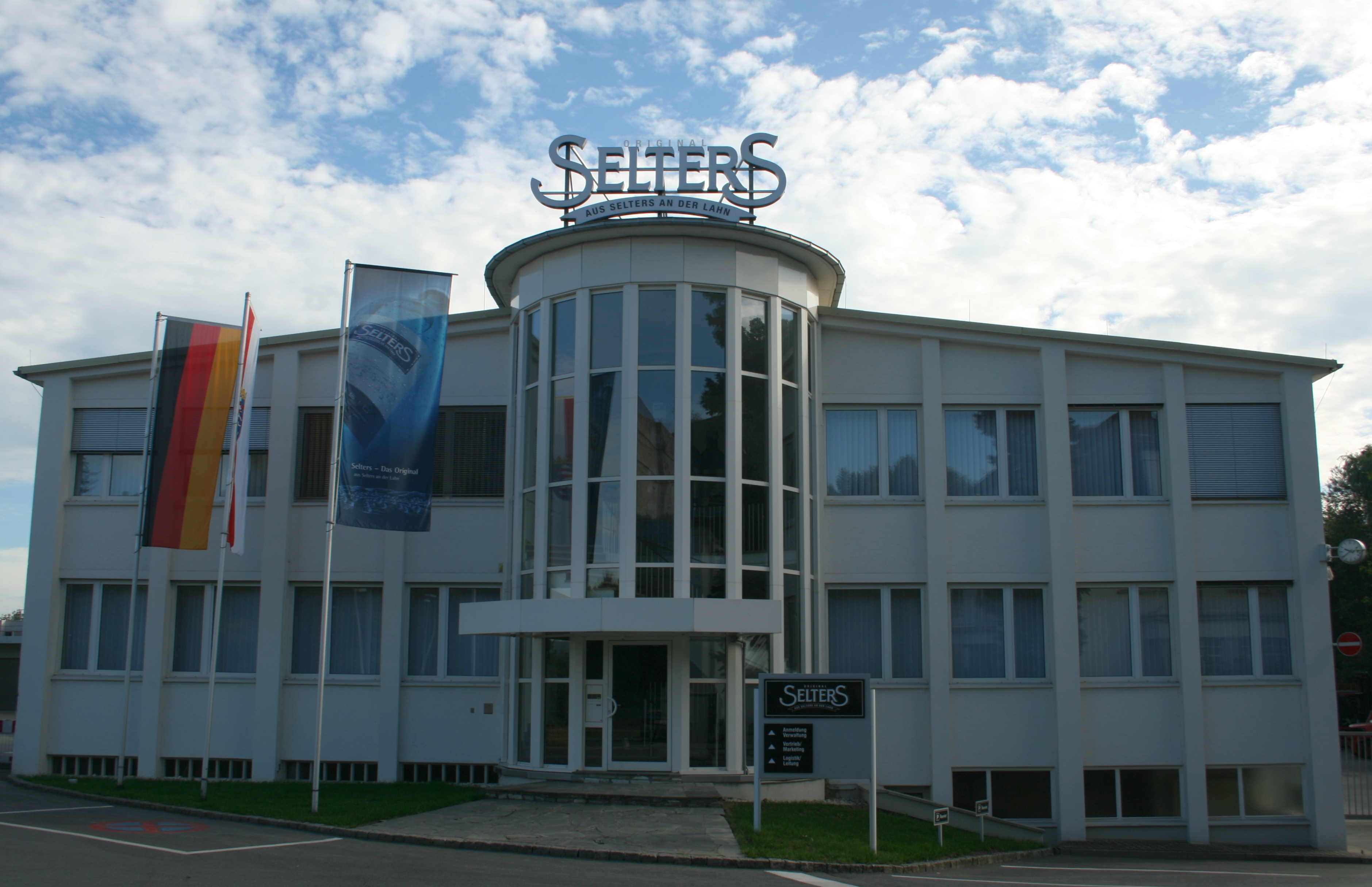
ゼルタース・ミネラルウォーター本社

ゼルタース地区には、ここで採取されるミネラルウォーターの瓶詰め会社が2社ある。ドイツ全土で知られ、販売されているゼルタース・ミネラルウォーターもここで瓶詰めされている。

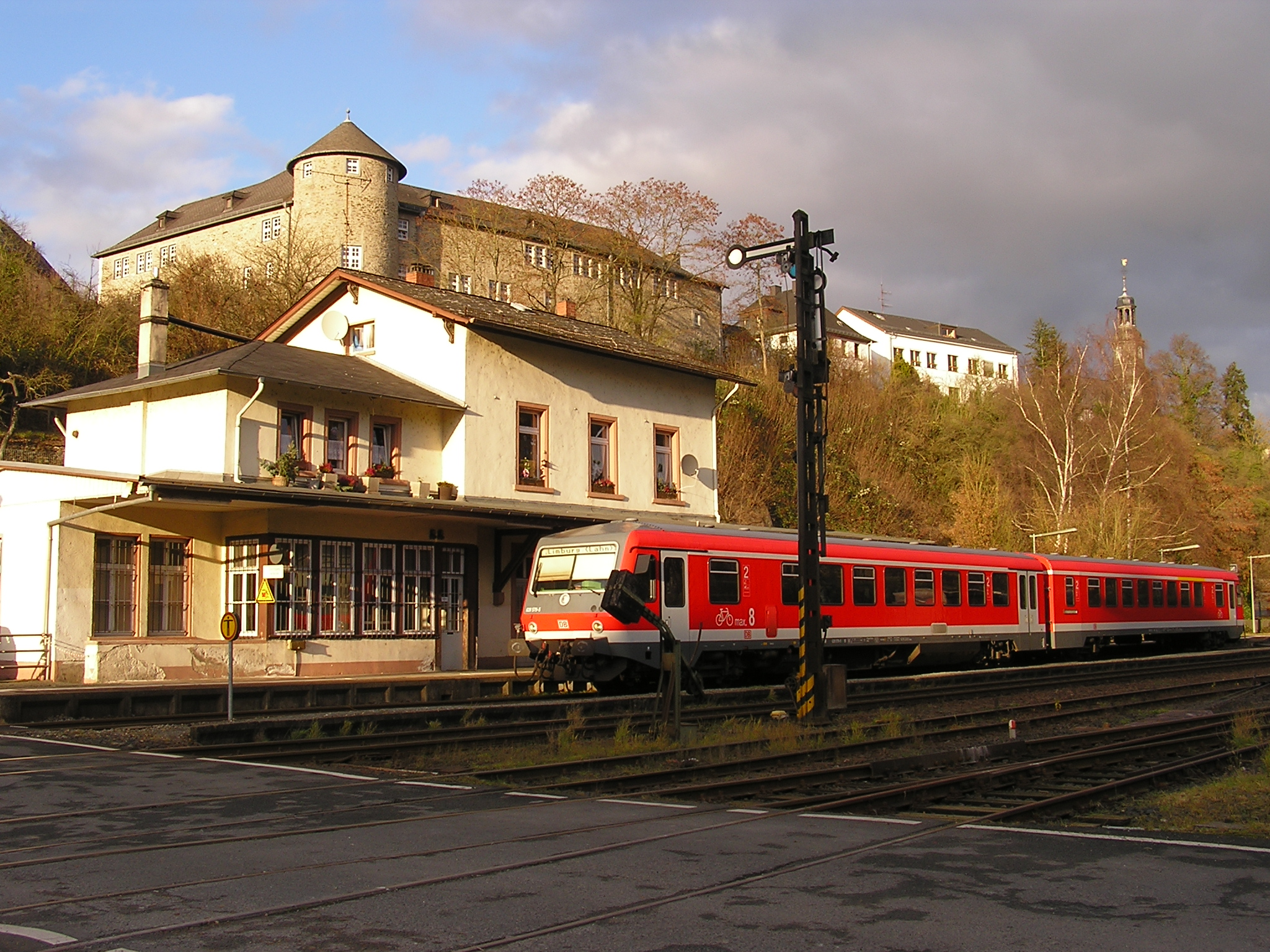
レーンベルク駅

### 交通
町内を連邦道 B49号リムブルク - ヴェッツラー線が通っている。レーンベルクはラーンタール鉄道によって鉄道網に接続している。

### 教育
レーンベルクには、アウフ・デム・ファルケンフルーク基礎課程学校がある。上級の学校は隣接するヴァイルブルク市にある。

### 施設・機関
- キッズコレーゲ: レーンベルク、ヴァイルブルク、ヴァインバッハの児童大学。2006年設立。
- Loewe.net: レーンベルク、ヴァイルブルク、ヴァインバッハの共同青少年作業グループ。2006年設立。
- ハバクク幼稚園レーンベルク
- クライネ・シュトロルヒェ幼稚園ニーデルンスハウゼン
- レーンベルク消防団
- ニーデルンスハウゼン消防団
- オーベルンスハウゼン消防団
- ゼルタース消防団
- 多世代ハウス: 1905年建造の旧農場施設に入居している。